# La virgen y el fotógrafo
La virgen y el fotógrafo es una película colombiana de 1983 escrita, dirigida y producida por Luis Alfredo Sánchez. Estrenada el 14 de septiembre de 1983, contó con las actuaciones de Amparo Grisales, Franky Linero, Eric del Castillo, Santiago García, Mónica Herrán, Silvio Ángel y Diego Álvarez.

## Sinopsis
"La Virgen y el Fotógrafo" cuenta la historia de un pueblo de clima cálido, de talante religioso y ultra conservador del Valle del Cauca, donde sucedió un sacrilegio: La estatua de la virgen fue vestida con lencería provocativa y le robaron la corona y las joyas. En medio de la indignación popular, se da inicio a una investigación para encontrar a los culpables. 
En medio de la investigación para hallar al responsable, vamos conociendo a los peculiares personajes que viven en el pueblo: un fotógrafo mujeriego Franky Linero pero sagaz, de ideas liberales y que no cree en la autoridad; un sacerdote bonachón pero ingenuo Santiago García; un hacendado acaudalado y peligroso Eric del Castillo; una mujer de gran riqueza y costumbres extrañas; el comandante de la un policía, inepto y arrogante (Diego Álvarez); un peluquero a punto de casarse, chismoso y amigo del fotógtrafoSilvio Ángel; una sensual mujer de vida alegre Amparo Grisales), y una joven tímida enamorada del fotógtafo (Mónica Herrán).
Las pruebas captadas por el fotógrafo enamoradizo serán la única evidencia que queda para revelar semejante misterio, que involucra al hijo del hacendado, quién lleva una vida de excesos y sin restricciones.

## Reparto
- Amparo Grisales
- Franky Linero
- Eric del Castillo
- Santiago García
- Mónica Herrán
- Silvio Ángel
- Diego Álvarez